# Alberto Castellanos (Musiker)
Alberto Castellanos (Victorio Alberto Castellano, * 13. Februar 1892 in Buenos Aires; † 23. September 1959 ebenda) war ein argentinischer Pianist, Bandleader und Tangokomponist.

## Leben und Wirken
Castellanos studierte ab dem achten Lebensjahr Klavier bei Luis Romaniello, Geige bei Roberto Torterolo und Komposition bei Constantino Gaito. Er setzte sein Studium am Conservatorio Santa Cecila fort, wo er zugleich die Violinschüler des Direktors Hércules Galvani am Klavier begleitete. Bereits in seiner Kindheit trat er über drei Jahre mit den Brüdern Astor und Remo Bolognini im Palace Theatre auf. Als 1910 Djagilews Ballets Russes mit Vaslav Nijinsky im Teatro Colón auftrat, suchte deren Orchesterleiter René Bathón einen Pianisten. Castellanos bewarb sich, wurde engagiert und begleitete die Company nach Uruguay.
1918 heiratete Castellanos die Geigerin Esther Larroque. Als die russische Tänzerin Anna Pawlowa 1919 in Argentinien ankam, engagierte sie ihn auf Empfehlung Bathóns als Begleiter für ihre Auftritte im Teatro Coliseo. Diese Zusammenarbeit währte bis 1922. Im Sommer des Jahres spielte er Klavier in Francisco Lomutos Orchester im Club Mar del Plata. Danach engagierte ihn Max Glücksmann als Leiter eines Stummfilmorchesters (mit den Geigern Remo Bolognini und Juan José Castro, dem Flötisten Martucci, dem Klarinettisten Alberico Spatola und dem Posaunisten Goldstein) im Kino Grand Splendid, wo er bis zum Ende der Stummfilmzeit Ende der 1920er Jahre arbeitete.
Von 1928 bis 1929 spielte Castellanos als Vertreter von Luis Riccardi Klavier in Francisco Canaros Orchester, mit dem mehrere Aufnahmen entstanden. Darauf gründete er ein eigenes Tangoorchester für Aufnahmen beim Label Dacapo. Von 1929 bis 1932 war er künstlerischer Leiter von Columbia Phonograph und des Orquesta Típica Columbia. Er nahm zehn Titel mit den Sängern Ernesto Famá, Antonio Buglione und Jorge Omar auf und begleitete auch andere Künstler des Labels, darunter Tania allein bei 56 Aufnahmen, Virginia Vera, Roberto Maida, Libertad Lamarque und Los Trovadores de Cuyo. 
1933 wirkte er als Pianist, Arrangeur und Bandleader an Aufnahmen Carlos Gardels mit. In der Folgezeit beteiligte er sich in unterschiedlichen Funktionen an Filmen Gardels: als Schauspieler und Assistent des Regisseurs Louis Gasnier, als Komponist von Soundtracks und Arrangeur. In den Filmen Cuesta abajo und El Tango en Broadway war er musikalischer Leiter und Musiker in Terig Tuccis Orchester. 1934 nahm er mit Gardel und mit Tucci mehrere Titel auf.
1935 wurde Radio El Mundo gegründet. Castellanos wirkte dort mehrere Jahre als musikalischer Berater und Leiter des klassischen Orchesters des Senders, gelegentlich dirigierte er auch das hauseigene Sinfonieorchester und das Tropical-Orchester und begleitete Musiker wie den jungen Sänger Enrique Carbel. In seinen zwei letzten Lebensjahren lebte er krankheitsbedingt zurückgezogen vom Musikbusiness.

## Kompositionen
- Ausencia (Text von Mario César Gomila)
- Nuestra casita (Text von Francisco Mitjana Corney)
- Muñeca de mi corazón (Text von Francisco Mitjana Corney)
- Saudades (Text von Francisco Mitjana Corney)
- Dulce prenda (Text von Enrique Maroni)
- Príncipe de Gales (Text von Luis Franco)
- Viejo tiempo
- Mis amores